# Liptovský Mikuláš
Liptovský Mikuláš é uma cidade da Eslováquia, situada no distrito de Liptovský Mikuláš, na região de Žilina. Tem 70,11 km² de área e sua população em 2020 foi estimada em 30.808 habitantes.

## Demografia
| Ano:        | 1994   | 2004   | 2014   | 2024   |
| ----------- | ------ | ------ | ------ | ------ |
| Broj ljudi: | 33 401 | 32 930 | 31 593 | 29 860 |
| Razlika:    |        | -1,41% | -4,06% | -5,48% |

| Ano:               | 2023   | 2024   |
| ------------------ | ------ | ------ |
| Número de pessoas: | 30 040 | 29 860 |
| Diferença:         |        | -0,59% |